# Twenty (album de Lynyrd Skynyrd)
Albums de Lynyrd Skynyrd
Endangered Species
(1994) Edge of Forever
(1999)
Singles
1. Travelin' Man
Sortie : Mai 1997

Twenty est le neuvième album studio du groupe de Rock sudiste américain, Lynyrd Skynyrd. Il est sorti le 29 avril 1997 sur le label SPV GmbH et a été produit par Josh Leo.

## Historique
L'album porte ce titre pour rendre hommage au vingtième anniversaire du crash aérien coutât la vie à quatre membres de la "Skynyrd Family" dont le chanteur Ronnie Van Zant, le guitariste Steve Gaines et à la sœur de ce dernier la choriste Cassie Gaines et leur road manager Dean Kilpatrick ainsi qu'au deux pilotes. Cet album sorti le 29 avril 1997 sur le label allemand SPV GmbH.
Deux nouveaux membres, les guitaristes Rickey Medlocke (qui avait déjà été membre du groupe en 1971, mais en tant que batteur et même chanteur sur certains titres), leader du groupe Blackfoot et Hughie Thomasson, membre fondateur du groupe The Outlaws rejoignent Lynyrd Skynyrd.
L'enregistrement se déroula début 1997 dans les The Muscle Shoals studios à Sheffield en Alabama. Quelques re-recording furent efféctués à Nashville dans les Quad Studios et c'est Josh Leo qui se chargea de la production de l'album.
L'album se classa à la 97e place du Billboard 200 aux États-Unis.

### Travelin' Man
L'enregistrement de cette chanson en studio est une première, jusqu'à présent on pouvait uniquement en trouver une version enregistrée en public sur l'album One More from the Road. La musique fut enregistrée 28 janvier 1997 et la voix de Ronnie Van Zant provient des enregistrements du titre lors des concerts du 7 & 9 juillet 1976 donnés au Fox Theatre d'Atlanta. Grâce à la technologie, le chant de Ronnie fut restauré et incorporé avec la musique de 1997 pour former un duo avec son frère Johnny.
Le procédé sera aussi reconduit sur scène avec Johnny chantant une partie, et Ronnie apparaissant en vidéo sur un grand écran et chantant sa partie.

## Liste des titres
| No  | Titre                         | Auteur                                                           | Durée |
| --- | ----------------------------- | ---------------------------------------------------------------- | ----- |
| 1.  | We Ain't Much Different       | Rossington, J. Van Zant, Thomasson, Medlocke, Estes              | 3:13  |
| 2.  | Bring It on                   | Rossington, J. Van Zant, Thomasson, Medlocke                     | 4:56  |
| 3.  | Voodoo Lake                   | J. Van Zant, Chris Eddy, Bob Britt                               | 4:37  |
| 4.  | Home Is Where the Heart Is On | Rossington, J. Van zant, Thomasson, Medlocke                     | 5:27  |
| 5.  | Travelin' Man                 | Ronnie Van Zant, Leon Wilkeson                                   | 4:05  |
| 6.  | Talked Myself Right Into It   | J. Van Zant, Robert White Johnson, Donnie Van Zant, Pat Buchanan | 3:21  |
| 7.  | Never Too Late                | Rossington, J. Van Zant, Thomasson, Medlocke                     | 5:18  |
| 8.  | O.R.R.                        | Rossington, J. Van Zant, Thomasson, Medlocke                     | 4:16  |
| 9.  | Blame It On a Sad Song        | Rossington, J. Van zant, Thomasson, Medlocke                     | 5:35  |
| 10. | Berneice                      | Rossington, J. Van Zant, Thomasson, Medlocke, Dennis E.Summer    | 4:01  |
| 11. | None of Us Are Free           | Barry Mann, Cynthia Weil, Brenda Russel                          | 5:21  |
| 12. | How Soon We Forget            | J. Van Zant, Robert White Johnson, D. Van Zant, Pat Buchanan     | 4:50  |

## Musiciens
Lynyrd Skynyrd
- Johnny Van Zant: chant
- Gary Rossington: guitares lead, rythmique, slide et acoustique
- Rickey Medlocke: guitares lead, rythmique, slide, acoustique et dobro, chœurs
- Hughie Thomasson: guitares lead, rythmique, slide et acoustique, chœurs
- Leon Wilkeson: basse
- Billy Powell: orgue Hammond B-3, piano
- Owen Hale: batterie, percussions
- Dale Krantz-Rossington: chœurs
- Carol Chase: chœurs
- Ronnie Van Zant: chant sur Travelin' Man

Musiciens additionnels
- Randy Cutlip: claviers
- John Hobbs: orgue hammond B-3, piano électrique Wurlitzer
- Bill Cuomo: synthétiseur
- Tom Roady: percussions
- Stuart Duncan: violon
- John Catchings: violoncelle
- Josh Leo: guitare acoustique sur les titres 3, 4 & 12
- The Big Dance Horns: instruments à vent
- Vicki Hampton et Kimberly Fleming: chœurs

## Charts
Album
| Pays       | Durée du classement | Meilleur classement |
| ---------- | ------------------- | ------------------- |
| Allemagne  | 3 semaines          | 70e                 |
| États-Unis | 6 semaines          | 97e                 |
| Finlande   | 5 semaines          | 12e                 |
| Norvège    | 1 semaine           | 36e                 |

Singles
| Année | Single        | Chart                  | Durée du classement | Position |
| ----- | ------------- | ---------------------- | ------------------- | -------- |
| 1997  | Travelin' Man | Mainstream Rock Tracks | 8 semaines          | 22e      |
| 1997  | Bring It On   | Mainstream Rock Tracks | 5 semaines          | 33e      |